# IBM 274x

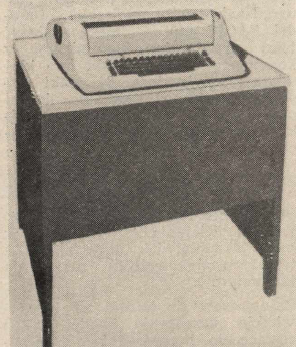
IBM 2741キーボード・プリンター端末機

IBM 274x（IBMにぃななよんエックス、英語: IBM 274x）はIBMが1965年に発表した通信機能付きキーボード・プリンター端末機で、IBM 2740とIBM 2741の二種類があった。

## 概要
IBM 2740は他の2740とも通信してテレックスの代わりもなり、またSystem/360へもIBM 270x通信制御装置を通して接続できた。IBM 2741はIBM 270x通信制後装置経由でSystem/360接続専門であった。
プリンター機能には「IBM Selectric typewriter」の通称「ゴルフボール」が使われて、以前のこの分野のキーボード・プリンター端末機と較べて、より早く、印刷品質がずっとよく、ゴルフボールを他の文字セットに交換できた。
IBM 274xは1970年代後半には、ゼロックスのDiablo 630に代表されるデイジー・ホィール（Daisy wheel）を用いたキーボード・プリンター端末機、あるいはドット・マトリックス（Dot matrix）を用いたIBM 3767通信端末機に代っていった。

## 利用分野
IBM 2741はもともとSystem/360用文書を編集し、ユーザーに配布するATS/360（IBM Administrative Terminal System）用に使用された。
しかし、良質の印刷技術だったので、他の様々な通信を利用したアプリケーションが開発された。

### APL
IBM 2741はAPLプログラミング言語用によく使われた。もともとケネス・アイバーソンによって提案されたように、APLには多種多様な特殊文字が必要であった。IBMはSystem/360のタイムシェアリングシステム（System/360 Model 67）に実装して、APL\360と呼び、APLタイプボールを載せたIBM 2741またはIBM 1050が使用された。アルファベットは26文字のみで小文字シフトシンで入力されて、すべて大文字の斜体で表示された。シフトしたキーストロークで多くの特殊記号を表示し、それでも足りなかったので残りはオーバーストライクによって処理された。

IBM 2741 APLキーボード

### ALGOL
IBM 2741はまたALGOLプログラミング言語用にもよく使われた。APLと同様に、ALGOL 68は多数の特殊文字で定義されていた。その多く（∨、∧、¬、≠、≤、≥、×、÷、⌷、↑、↓、⌊、⌈および⊥）は、APL Selectricタイプボールで利用可能であったため、APLとALGOLには直接的な関係はないが、これはALGOL 68の「プログラミング言語標準の最終レポート（1968年8月）」に使用された。